# رود گدوفکا
رود گدوفکا (انگلیسی: Gdovka) یک رودخانه در استان پسکوف کشور روسیه است.